# Arrondissement de Dramburg

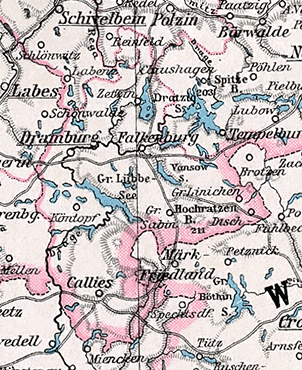
Le territoire de l'arrondissement en 1905

L'arrondissement de Dramburg est un arrondissement prussien de la Marche de Brandebourg jusqu'en 1816 puis de la province de Poméranie jusqu'en 1945. Le bureau de l'arrondissement est situé dans la ville de Dramburg. L'ancien territoire de l'arrondissement fait maintenant partie du powiat de Drawsko dans la voïvodie polonaise de Poméranie-Occidentale.

## Histoire
Dans la période post-médiévale, la Marche de Brandebourg se structure en arrondissements. L'un de ces arrondissements historiques est l'arrondissement de Dramburg, qui constitue l'un des quatre cercles dits "arrière" dans la Nouvelle-Marche
En 1816, dans le cadre des réformes administratives prussiennes après le congrès de Vienne, l'arrondissement de Dramburg est transféré de la Nouvelle-Marche au district de Köslin dans la province de Poméranie. L'arrondissement de Dramburg cède 20 villages à l'arrondissement de Saatzig et cinq villages à l'arrondissement de Regenwalde (de)  .

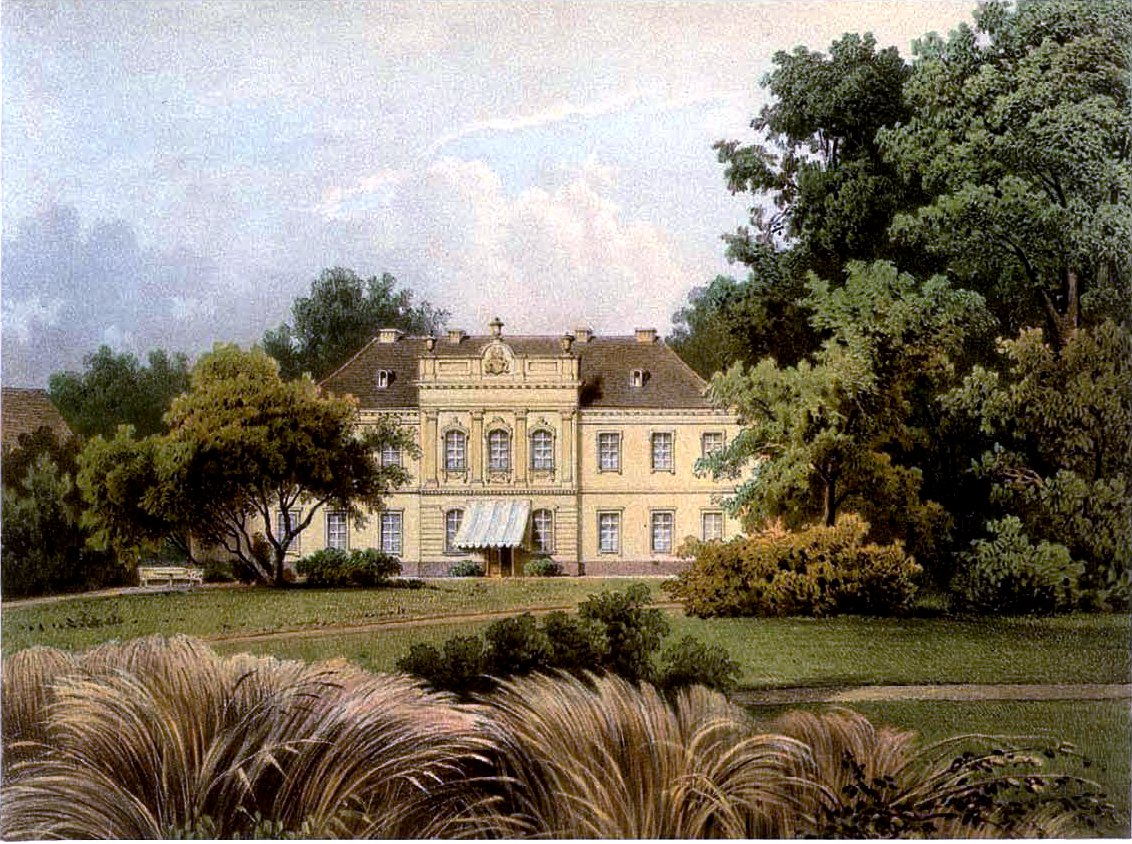
Manoir de Friedrichsdorf vers 1860, Collection Alexander Duncker

En 1871, les trois villes de Dramburg, Falkenburg et Kallies, 56 communes et 51 districts de domaine appartiennent à l'arrondissement. Le 28 mars 1878, les communes d'Alt Lobitz et de Zadow et le district du domaine de Zadow sont transférés de l'arrondissement de Dramburg à l'arrondissement de Deutsch Krone dans la province de Prusse-Occidentale.
Le 30 septembre 1929, une réforme territoriale a lieu dans l'arrondissement de Dramburg conformément au développement dans le reste de la Prusse, dans laquelle tous les districts de domaine indépendants sauf un sont dissous et attribués aux communes voisines. Le 1er octobre 1932, les communes de Labenz, Nuthagen et Rützow sont réaffectées de l'arrondissement de Schivelbein (de) à l'arrondissement de Dramburg.
Le 1er octobre 1938, l'arrondissement de Dramburg est reclassé du district de Köslin au district de la Marche frontalière de Posnanie-Prusse-Occidentale (de).
Vers la fin de la Seconde Guerre mondiale, la territoire de l'arrondissement est occupée par l'Armée rouge au printemps 1945. Peu de temps après la cessation des hostilités, les forces d'occupation soviétiques remettent l'arrondissement à l'administration de la République populaire de Pologne. Dans la période qui suit, la population locale est expulsée de l'arrondissement par l'administration polonaise.

## Évolution de la démographie
| Année | Habitants | Source |
| ----- | --------- | ------ |
| 1750  | 11 819    | [ 3 ]  |
| 1797  | 19 617    | [ 4 ]  |
| 1816  | 21 285    | [ 5 ]  |
| 1871  | 36 617    | [ 2 ]  |
| 1890  | 35 779    | [ 6 ]  |
| 1900  | 35 863    | [ 6 ]  |
| 1910  | 35 360    | [ 6 ]  |
| 1925  | 37 858    | [ 6 ]  |
| 1933  | 40 896    | [ 6 ]  |
| 1939  | 43 383    | [ 6 ]  |

## Constitution communale
L'arrondissement de Dramburg est divisé en villes de Dramburg, Falkenburg et Kallies, en communes et - jusqu'à leur dissolution presque complète en 1929 - en districts de domaine indépendants. Avec l'introduction de la loi constitutionnelle prussienne sur les communes du 15 décembre 1933 et le code communal allemand du 30 janvier 1935, le principe du leader est imposé au niveau communal. Une nouvelle constitution de l'arrondissement n'est plus créée; les règlements d'arrondissement pour les provinces de Prusse-Orientale et Occidentale, de Brandebourg, de Poméranie, de Silésie et de Saxe du 19 mars 1881 est toujours en vigueur.

## Villes et communes
L'arrondissement de Dramburg comprend pour la dernière fois trois villes, 59 communes et un district de domaine non constitué en commune : 
Villes
| - Dramburg | - Falkenburg | - Kallies |

Communes
| - Alt Körtnitz - Alt Stüdnitz - Alt Wuhrow - Annaberg - Balster - Baumgarten - Birkholz - Born - Dalow - Denzig - Deutsch Fuhlbeck - Dietersdorf - Dolgen - Eichenberg - Friedrichsdorf | - Friedrichshorst - Gersdorf - Giesen - Golz - Groß Grünow - Groß Linichen - Groß Sabin - Groß Spiegel - Grünberg - Gutsdorf - Güntershagen - Herzberg - Hundskopf - Jakobsdorf - Janikow | - Karwitz - Kietz - Klausdorf - Klebow - Klein Mellen - Klein Sabin - Köntopf - Labenz - Neu Laatzig - Neuhof - Nuthagen - Pammin - Pritten - Rützow - Sarranzig | - Schilde - Schönfeld - Stöwen - Teschendorf - Virchow - Welschenburg - Wildforth - Woltersdorf - Wusterwitz - Wutzig - Zetzin - Zuchow - Zülshagen |

District de domaine
- Forst Groß Linichen

### Communes dissoutes
- La commune de Klein Stüdnitz est incorporée  le 1er avril 1936 à la commune de Hundskopf.
- La commune de Neu Lobitz est dissoute dans les années 1930 dans le cadre de l'expansion du terrain d'entraînement militaire de Dramburg.

## Personnalités

### Administrateurs de l'arrondissement
- 1713–1735 Georg Matthias von Borcke (de)
- 1735–1744 Georg Albrecht von Birckholtz (de)
- 1744–1755 George Ernst von der Goltz (de)
- 1755–1765 George Friedrich von Rohwedel (de)
- 1765–1784 Otto Wedig von Bonin (de)
- 1784–1808 George Friedrich Felix von Bonin (de)
- 1808–? Rudolf von Sydow (de)
- 1818–1824 von Borcke (de)
- 1824–1834 Johann Hollatz
- 1834–1863 Georg von Knebel Doeberitz (de)
- 1863–1873 Otto von Westarp (de)
- 1873–1878 von Knebel-Doeberitz (de)
- 1878–1884 Kurt von Dewitz
- 1884–1898 Eugen von Brockhausen le Jeune (de)
- 1898–1918 Günther von Hohnhorst (de)
- 1918–1920 Paul von Hodenberg (de)
- 1920–1933 Arthur Ehlert (de)
- 1933–1935 Heinrich Braasch (de)
- 1935–1940 Ernst Günther von Etzel
- 1940–1945 Hans Georg Koch

### Autres personnalités
Conseiller judiciaire de l'arrondissement
- 1835-1853 Ludwig Bredow (de)

## Transports
L'arrondissement de Dramburg reste initialement à l'écart des principales lignes de chemin de fer. Ce n'est qu'en 1877 qu'il est ouvert par la ligne Ruhnow (de)-Dramburg-Tempelburg de la Compagnie des chemins de fer centraux de Poméranie (de).
En 1888, les chemins de fer prussiens exploitent un itinéraire de Deutsch Krone à la ville de Kallies au sud de l'arrondissement. Cette station devient la plaque tournante locale lorsque la ligne est prolongée jusqu'à Stargard en 1895 et dotée d'un embranchement vers Arnswalde ; De plus, en 1900, il y a une connexion entre Kallies et Falkenburg, qui continue à Bad Polzin à partir de 1903.
Dans la même période, deux petites lignes de chemin de fer sont construites dans l'arrondissement, avec la participation, entre autres, de l'arrondissement de Dramburg et de l'entreprise Lenz & Co (de) :
En 1897, la ligne à voie étroite des petits chemins de fer de Saatzig (de) atteint la ville de Janikow depuis Trampke, mais ce n'est qu'en 1910 qu'elle atteint le chef-lieu de l'arrondissement.
À l'est de l'arrondissement, la petit chemin de fer AG Virchow-Deutsch Krone (de) ouvre une ligne à écartement standard vers l'arrondissement voisin de Deutsch Krone en 1900.

## Personnalités liées à l'arrondissement
- Constantin von Briesen (1821-1877), homme politique né à Pritten.
- Otto Fischbeck (1865-1939), homme politique né à Güntershagen.
- Günther Krappe (1893-1981), général né à Schilde